# سوسار
سوسار (به انگلیسی: Sausar) یک منطقهٔ مسکونی در هند است که در بخش چهیندوارا واقع شده‌است. سوسار ۶۷٬۴۵۹ نفر جمعیت دارد و ۳۵۲ متر بالاتر از سطح دریا واقع شده‌است.